# 2003-as Formula–1 spanyol nagydíj
A 2003-as Formula–1 világbajnokság ötödik futama a spanyol nagydíj volt.

## Futam
| Helyezés | Rajtszám | Versenyző             | Csapat/Motor     | Futott kör | Idő/Kiesés oka | Rajthely | Pont |
| -------- | -------- | --------------------- | ---------------- | ---------- | -------------- | -------- | ---- |
| 1        | 1        | Michael Schumacher    | Ferrari          | 65         | 1h33:46.933    | 1        | 10   |
| 2        | 8        | Fernando Alonso       | Renault          | 65         | + 5.716        | 3        | 8    |
| 3        | 2        | Rubens Barrichello    | Ferrari          | 65         | + 18.001       | 2        | 6    |
| 4        | 3        | Juan Pablo Montoya    | Williams-BMW     | 65         | + 1:02.022     | 9        | 5    |
| 5        | 4        | Ralf Schumacher       | Williams-BMW     | 64         | + 1 kör        | 7        | 4    |
| 6        | 21       | Cristiano da Matta    | Toyota           | 64         | + 1 kör        | 13       | 3    |
| 7        | 14       | Mark Webber           | Jaguar-Cosworth  | 64         | + 1 kör        | 12       | 2    |
| 8        | 12       | Ralph Firman          | Jordan-Ford      | 63         | + 2 kör        | 15       | 1    |
| 9        | 17       | Jenson Button         | BAR-Honda        | 63         | + 2 kör        | 5        |      |
| 10       | 9        | Nick Heidfeld         | Sauber-Petronas  | 63         | + 2 kör        | 14       |      |
| 11       | 18       | Justin Wilson         | Minardi-Cosworth | 63         | + 2 kör        | 18       |      |
| 12       | 19       | Jos Verstappen        | Minardi-Cosworth | 62         | + 3 kör        | 19       |      |
| Ki       | 11       | Giancarlo Fisichella  | Jordan-Ford      | 43         | Motorhiba      | 17       |      |
| Ki       | 20       | Olivier Panis         | Toyota           | 41         | Váltóhiba      | 6        |      |
| Ki       | 10       | Heinz-Harald Frentzen | Sauber-Petronas  | 38         | Felfüggesztés  | 10       |      |
| Ki       | 5        | David Coulthard       | McLaren-Mercedes | 17         | Ütközés        | 8        |      |
| Ki       | 16       | Jacques Villeneuve    | BAR-Honda        | 12         | Elektronika    | 11       |      |
| Ki       | 7        | Jarno Trulli          | Renault          | 0          | Ütközés        | 4        |      |
| Ki       | 15       | Antônio Pizzonia      | Jaguar-Cosworth  | 0          | Korai rajt     | 16       |      |
| Ki       | 6        | Kimi Räikkönen        | McLaren-Mercedes | 0          | Ütközés        | 20       |      |

## A világbajnokság élmezőnyének állása a verseny után
| H  | Versenyzők         | Pont | H  | Konstruktőrök    | Pont |
| -- | ------------------ | ---- | -- | ---------------- | ---- |
| 1. | Kimi Räikkönen     | 32   | 1. | McLaren-Mercedes | 51   |
| 2. | Michael Schumacher | 28   | 2. | Ferrari          | 48   |
| 3. | Fernando Alonso    | 25   | 3. | Renault          | 34   |
| 4. | Rubens Barrichello | 20   | 4. | Williams-BMW     | 32   |
| 5. | David Coulthard    | 19   | 5. | Jordan-Ford      | 11   |

## Statisztikák
Vezető helyen:
- Michael Schumacher: 60 (1-18 / 21-35 / 38-49 / 51-65)
- Rubens Barrichello: 2 (19-20)
- Fernando Alonso: 3 (36-37 / 50)

Michael Schumacher 66. (R) győzelme, 53. pole-pozíciója, Rubens Barrichello 10. leggyorsabb köre.
- Ferrari 161. győzelme.